# Martín Garnerone
Martín Garnerone (Río Tercero, Córdoba, 28 de septiembre de 1998) es un futbolista argentino que juega como delantero en Estudiantes de Río Cuarto, de la Primera Nacional.

## Trayectoria

### Inicios
Martín Garnerone, surgido de las inferiores de Belgrano de Córdoba, inició su carrera profesional en este club. Hizo su debut el 20 de abril de 2019, enfrentando a Lanús en la Copa de la Superliga, en el encuentro que terminó en derrota 2 a 0 para los cordobeses.

### Racing de Córdoba
En 2021, Garnerone fue cedido a Racing de Córdoba para disputar el Torneo Federal A. En su primer partido, jugado el 11 de abril de ese año, fue el autor del gol que aseguró la victoria por 1 a 0 frente a Douglas Haig, por el partido correspondiente a la primera fecha.
A lo largo de su estadía en Racing, participó en 28 partidos, anotando 13 goles y proporcionando 3 asistencias, destacando su capacidad goleadora y contribuciones al equipo.

### Chaco For Ever
Para la temporada 2022, Martín Garnerone fue cedido a Chaco For Ever de la Primera Nacional. Debutó el 14 de febrero en el empate 1 a 1 frente a San Telmo por la primera fecha. Su destacada actuación incluyó la anotación de sus primeros dos goles en la fecha 15, contribuyendo a la victoria por 3 a 0 sobre Alvarado.
En total, jugó 35 partidos con el equipo chaqueño, marcando 7 goles y proporcionando 2 asistencias.

### Estudiantes de Caseros
En 2023, Garnerone volvió a salir cedido, esta vez a Estudiantes de Caseros. Su primer partido fue el 10 de febrero en la victoria por 2 a 0 frente a Atlanta en la primera fecha del Campeonato de Primera Nacional 2023. El 7 de mayo, anotó su primer gol con el equipo en la derrota 2 a 1 frente a Independiente Rivadavia por la fecha 13 del torneo de ascenso.
A lo largo de la temporada, disputó 32 partidos, marcó 6 goles y ofreció 3 asistencias con el conjunto de Caseros.

## Estadísticas

### Clubes
Actualizado hasta su último partido disputado el 9 de agosto de 2025.
| Club                                | Div.          | Temporada     | Liga  | Liga  | Liga   | Copas nacionales | Copas nacionales | Copas nacionales | Torneos internacionales | Torneos internacionales | Torneos internacionales | Total | Total | Total  | Media goleadora |
| Club                                | Div.          | Temporada     | Part. | Goles | Asist. | Part.            | Goles            | Asist.           | Part.                   | Goles                   | Asist.                  | Part. | Goles | Asist. | Media goleadora |
| ----------------------------------- | ------------- | ------------- | ----- | ----- | ------ | ---------------- | ---------------- | ---------------- | ----------------------- | ----------------------- | ----------------------- | ----- | ----- | ------ | --------------- |
| C. A. Belgrano Argentina            | 1.ª           | 2018-19       | —     | —     | —      | 2                | 0                | 0                | —                       | —                       | —                       | 2     | 0     | 0      | 0.00            |
| C. A. Belgrano Argentina            | 2.ª           | 2019-20       | 1     | 0     | 0      | —                | —                | —                | —                       | —                       | —                       | 1     | 0     | 0      | 0.00            |
| C. A. Belgrano Argentina            | Total club    | Total club    | 1     | 0     | 0      | 2                | 0                | 0                | 0                       | 0                       | 0                       | 3     | 0     | 0      | 0.00            |
| Racing de Córdoba Argentina         | 3.ª           | 2021          | 28    | 13    | 3      | —                | —                | —                | —                       | —                       | —                       | 28    | 12    | 3      | 0.43            |
| Racing de Córdoba Argentina         | Total club    | Total club    | 28    | 12    | 3      | 0                | 0                | 0                | 0                       | 0                       | 0                       | 28    | 12    | 3      | 0.43            |
| Chaco For Ever Argentina            | 2.ª           | 2022          | 34    | 7     | 2      | 1                | 0                | 0                | —                       | —                       | —                       | 35    | 7     | 2      | 0.20            |
| Chaco For Ever Argentina            | Total club    | Total club    | 34    | 7     | 2      | 1                | 0                | 0                | 0                       | 0                       | 0                       | 35    | 7     | 2      | 0.20            |
| Estudiantes de Caseros Argentina    | 2.ª           | 2023          | 31    | 6     | 3      | 1                | 0                | 0                | —                       | —                       | —                       | 32    | 6     | 3      | 0.19            |
| Estudiantes de Caseros Argentina    | Total club    | Total club    | 31    | 6     | 3      | 1                | 0                | 0                | 0                       | 0                       | 0                       | 32    | 6     | 3      | 0.19            |
| San Luis de Quillota · Chile        | 2.ª           | 2024          | 27    | 5     | 3      | 1                | 0                | 0                | —                       | —                       | —                       | 28    | 5     | 3      | 0.18            |
| San Luis de Quillota · Chile        | Total club    | Total club    | 27    | 5     | 3      | 1                | 0                | 0                | 0                       | 0                       | 0                       | 28    | 5     | 3      | 0.18            |
| Estudiantes de Río Cuarto Argentina | 2.ª           | 2025          | 22    | 3     | 3      | —                | —                | —                | —                       | —                       | —                       | 22    | 3     | 3      | 0.14            |
| Estudiantes de Río Cuarto Argentina | Total club    | Total club    | 22    | 3     | 3      | 0                | 0                | 0                | 0                       | 0                       | 0                       | 22    | 3     | 3      | 0.14            |
| Total carrera                       | Total carrera | Total carrera | 143   | 33    | 14     | 5                | 0                | 0                | 0                       | 0                       | 0                       | 148   | 33    | 14     | 0.22            |
| 1. 2.                               |               |               |       |       |        |                  |                  |                  |                         |                         |                         |       |       |        |                 |